# Hansjörg Erny

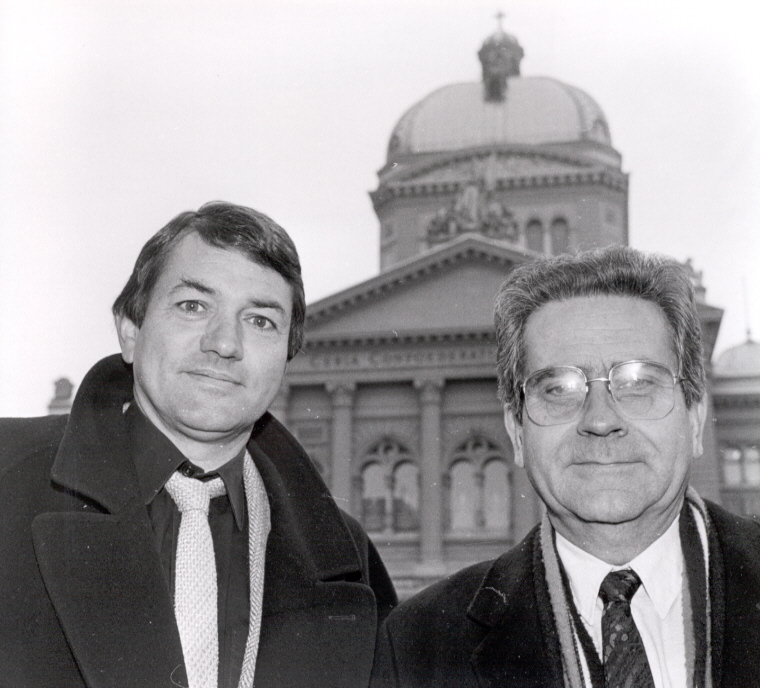
Hansjörg Erny (rechts) neben seinem damaligen TV-Kollegen Norbert Hochreutener (1987)

Hansjörg Erny (* 9. Juli 1934 in Zürich; † 25. Februar 2019 in Pfäffikon ZH) war ein Schweizer Fernsehmoderator und Schriftsteller.

## Leben
Erny arbeitete während vieler Jahre als Redaktor, Moderator und Journalist beim Schweizer Fernsehen, dies im damaligen Studio Bellerive im Zürcher Seefeld. 1973 war er Moderator des Informationsmagazins Antenne, 1992 wurde er Moderator der Tagesschau. 1994 moderierte er seine letzte Tagesschau. Nach seiner frühzeitigen Pensionierung mit 61 Jahren arbeitete er als Kommunikationsberater und Medientrainer. Gleichzeitig war er auch bei edyoucare im Einsatz. Dieser Dienst ist notfallpsychologisch ausgerichtet.
Erny starb im März 2019 im Alter von 84 Jahren an seinem Wohnort im zürcherischen Pfäffikon.

## Autor
Seit seiner Jugend schrieb er Bücher und veröffentlichte Publikationen. Sein erstes Buch war ein Gedichtband mit dem Titel Manchmal in der Dämmerung, der 1960 im Selbstverlag erschienen ist. Später verfasste er unter anderem zwei Romane und zwei Erzählbände.

## Werke
- Die teilweise Abschaffung der Mietzinskontrolle in Grossbritannien. In: Mein Haus. Bd. 20 (1957), Nr. 6, S. 91–93.
- Manchmal in der Dämmerung. Gedichte. Ostermundigen : Selbstverlag, 1960.
- Schritte. Erzählungen. Frauenfeld : Huber, 1965.
- Ich werde auf jeden Fall Blumen schicken. Roman. Frauenfeld/Stuttgart : Huber, 1968.
- Brief an Werner Schmidli. Ostermundigen, 1968.
- Morgen ist Neujahr! Ein Bericht. Frauenfeld/Stuttgart : Huber, 1971.
- Strafgefangene. Protokolle. Nachwort von Irma Weiss, Frauenfeld : Huber, 1973.
- Fluchtweg. Roman. Frauenfeld [etc.] : Huber, 1980.
- mit Norbert Hochreutener: Wir schalten um ins Bundeshaus. Wie Fernsehkorrespondenten arbeiten. Aarau/Frankfurt am Main : Sauerländer, 1987.
- Der Hutschlitzer. Erzählungen. Bern : Edition Hans Erpf, 1995.
- Fit für die Medien. Ein praktischer Ratgeber. Zürich : Orell Füssli, 1999.
- mit Ruedi Käch: Klar und einfach kommunizieren. Ein praktischer Leitfaden für KMU. Verhandlungstechnik, Führungskommunikation, Textkonzepte, Rhetorik, Telefonpraxis, Verkauf, PR und Medienarbeit, Krisenkommunikation. Muri bei Bern : Cosmos, 2005.
- Jakob Kellenberger. Diplomat und IKRK-Präsident. Oberhofen am Thunersee : Zytglogge, 2006.